# Griffigkeitsmessgerät

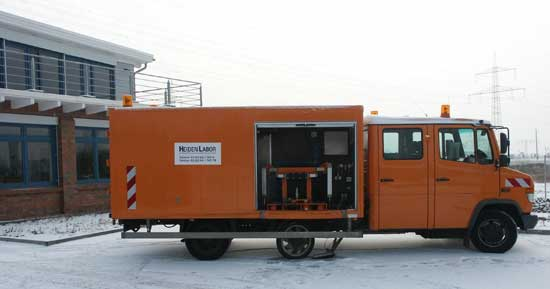
Messfahrzeug für das Seitenkraftmessverfahren

Griffigkeitsmessgeräte dienen zur Feststellung der Griffigkeit von unterschiedlichen Straßenoberflächen. Hierunter sind eine Reihe von Messgeräten bzw. -verfahren zu verstehen. Grundsätzlich ist zwischen dynamischen und stationären Verfahren zu unterscheiden. Die Ergebnisse der unterschiedlichen Messverfahren stimmen nicht überein und lassen sich nicht vergleichen.

## Messverfahren
Es stehen mehrere verschiedene stationäre und dynamische Messverfahren zur Auswahl:
- Seitenkraftmessverfahren (kurz SKM) – dynamisches Messverfahren mit schräglaufendem Rad auf Wasserfilm
- Stuttgarter Reibungsmesser (kurz SRM) – dynamisches Messverfahren nach dem Prinzip „definiert blockiertes Rad“
- SRT-Pendel (ausgeschrieben Skid Resistance Tester) – stationäres Pendelgerät für Einsatz auf Kleinflächen und Labor
- Ausflussmesser nach Moore – stationäres Glasgefäß zur Messung der Makrorauheit
- Griptester – dynamisches Messverfahren nach dem Prinzip „definiert gebremstes Rad“

## Einsatzmöglichkeiten
Griffigkeitsmessungen kommen aus unterschiedlichen Gründen zum Einsatz. In erster Linie dienen sie zur Messung der Griffigkeit im Rahmen der Abnahme von Neubau- und Erhaltungsmaßnahmen. Zudem werden Messungen im Rahmen der Gewährleistung durchgeführt. Im Einzelfall wird sie auch zur Sachverhaltsklärung im Bereich von Unfallschwerpunkten genutzt.
Neben der objektbezogenen Beurteilung der Griffigkeit eignen sich einige Messverfahren bzw. -geräte auch zur systematischen und netzweiten Erfassung der Griffigkeit auf Autobahnen und Bundesstraßen.